# Fritz Schelp
Fritz Schelp (* 8. März 1898 in Buenos Aires; † 12. September 1989 in Homburg) war im Nationalsozialismus Ministerialdirektor im Reichsverkehrsministerium und Vorstand der Deutschen Reichsbahn (zuständig unter anderem für Tarifgestaltung der „Sondertransporte“ in die Vernichtungslager). Ab 1950 war er Präsident der Eisenbahndirektion Hamburg und wechselte 1952 in den Vorstand der Deutschen Bundesbahn.

## Leben
Sein Vater, ein Auslandsdeutscher, war in Argentinien tätig als Außenhandelskaufmann, Fritz Schelp besuchte jedoch eine Schule in Bremen. Er studierte Rechts- und Staatswissenschaften in Göttingen und Freiburg, arbeitete für zwei Jahre unter Gustav Stresemann im Auswärtigen Amt und begann 1927 seine Laufbahn bei der Reichsbahn. Zum 1. Mai 1937 trat er in die NSDAP ein. 1935 bis 1939 war er Dezernent der Reichsbahndirektion Hamburg (Verkehrsabteilung II), und als solcher unter anderem für die Sonderzugtarife zuständig. Am 1. Juni 1942 wurde er als Nachfolger für Paul Treibe zum Ministerialdirektor und Leiter der Abteilung „E I Eisenbahn-Tarif- und Verkehrsabteilung“ im Reichsverkehrsministerium in Berlin berufen und damit zugleich Mitglied im Vorstand der Reichsbahn. Er erhielt am 20. Februar 1945 als einer der wenigen Reichsbahner das Ritterkreuz zum Kriegsverdienstkreuz ohne Schwerter verliehen. 
1950 wurde Schelp Präsident der Eisenbahndirektion Hamburg mit damals fast 50.000 Eisenbahnern. In seine dortige Amtszeit fielen die Eisenbahnfähre Großenbrode–Gedser, der Wiederaufbau des  Hamburger Hauptbahnhofes und der Elbbrücke Lauenburg. Auch regte er im Frühjahr 1952 Planungen für eine Brücke oder einen Tunnel als Verbindung zwischen dem Festland und Fehmarn an, die 1963 fertiggestellte Fehmarnsundbrücke. Im Mai 1952 wechselte er nach Offenbach und war dort bis 1963 einer der vier Vorstände der Deutschen Bundesbahn, zuletzt mit der Amtsbezeichnung Präsident unter dem damaligen Ersten Präsidenten (Vorsitzer des Vorstandes) Heinz Oeftering. 1962 erhielt er das Bundesverdienstkreuz mit Stern und Schulterband. Nach dem Eintritt in den Ruhestand war er noch Ehrenpräsident der Deutschen Zentrale für den Fremdenverkehr. 
Im NS-Verfahren gegen den technokratischen Nationalsozialisten Albert Ganzenmüller trat Schelp lediglich als Zeuge auf, wurde jedoch juristisch nicht belangt.